# Gemeindeverwaltungsverband Bad Buchau
Der Gemeindeverwaltungsverband Bad Buchau mit Sitz in Bad Buchau umfasst neben der namengebenden Gemeinde neun weitere selbständige Gemeinden in der Umgebung des Federsees.

## Geschichte
Das Gebiet des Gemeindeverwaltungsverbands gehörte bis zur Verwaltungsreform der 1970er Jahre zum Landkreis Saulgau. Damals wurde die Selbständigkeit der Gemeinden um Bad Buchau weitgehend beibehalten. Um eine effiziente Verwaltung in den teilweise nur etwa 250 Einwohner zählenden Gemeinden zu gewährleisten, wurden viele Verwaltungsaufgaben dem 1973 von den Gemeinden vereinbarten Gemeindeverwaltungsverband Bad Buchau übertragen. Seit 1973 gehören die Gemeinden zum Landkreis Biberach.

## Mitgliedsgemeinden
- Alleshausen
- Allmannsweiler
- Bad Buchau
- Betzenweiler
- Dürnau
- Kanzach
- Moosburg
- Oggelshausen
- Seekirch
- Tiefenbach

## Zuständigkeiten
Der Gemeindeverwaltungsverband erledigt für alle Gemeinden die Finanzverwaltung (Haushaltsplan, Steuerveranlagung, Kassengeschäfte, Buchhaltung). Er ist außerdem Schulträger für die Gemeinschaftsschule Federseeschule und das Sonderpädagogische Bildungs- und Beratungszentrum (SBBZ Lernen) in Bad Buchau. Der Verband erledigt für alle Gemeinden die Flächennutzungsplanung sowie die Planung der überörtlichen Abwasserentsorgung und Unterhaltung der Gemeindeverbindungsstraßen. Seit 2013 besteht das Verbandsstandesamt, welches die Geburten-, Ehe- und Sterberegister für das Verbandsgebiet verwaltet.